# Gresie de Heilbronn

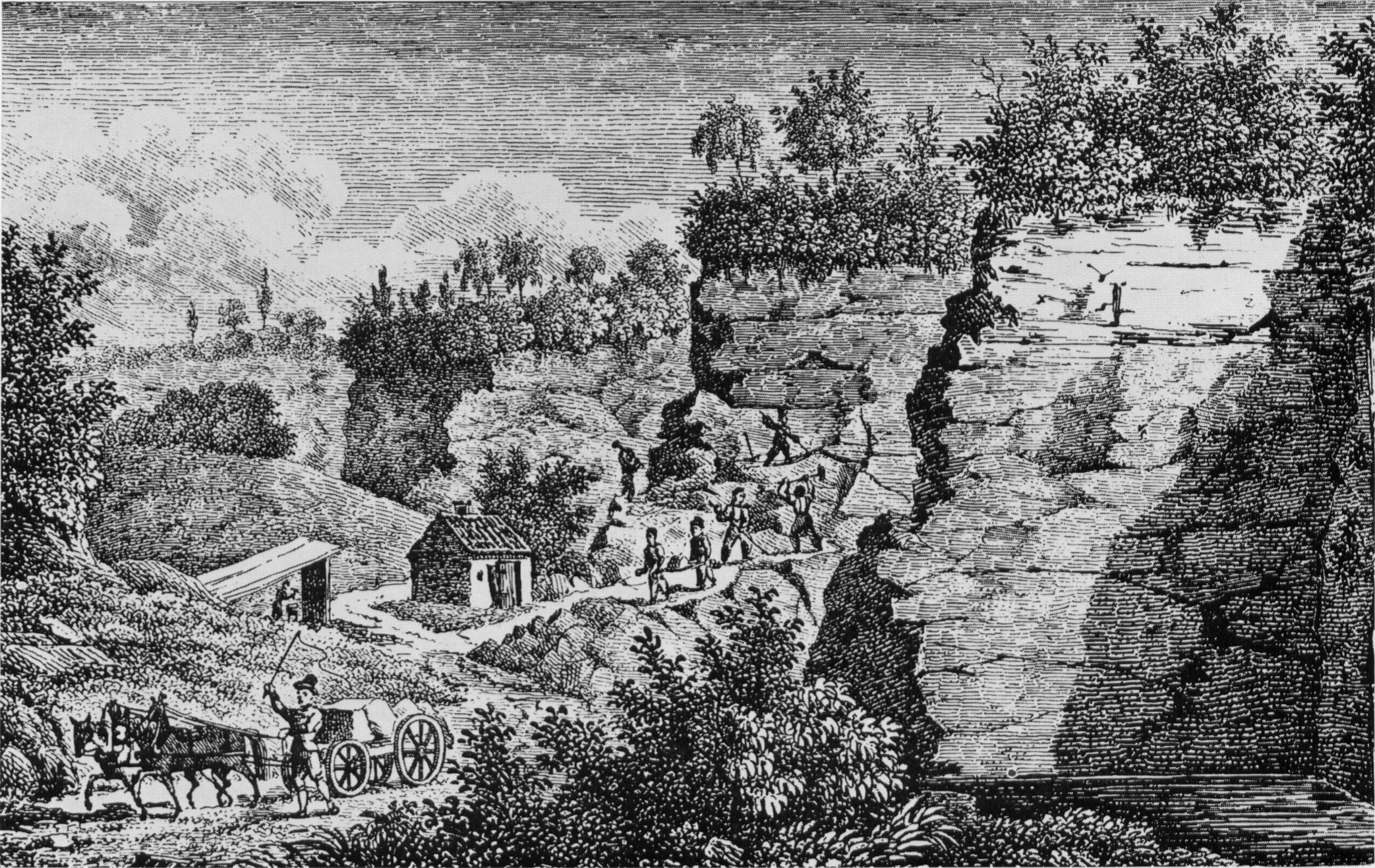
Cariera dinHeilbronn pe la 1835

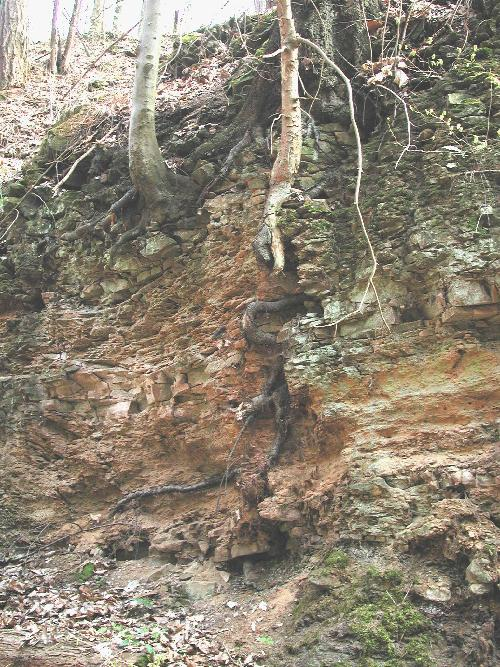
Afloriment al unei vechi cariere lângă Jägerhaus

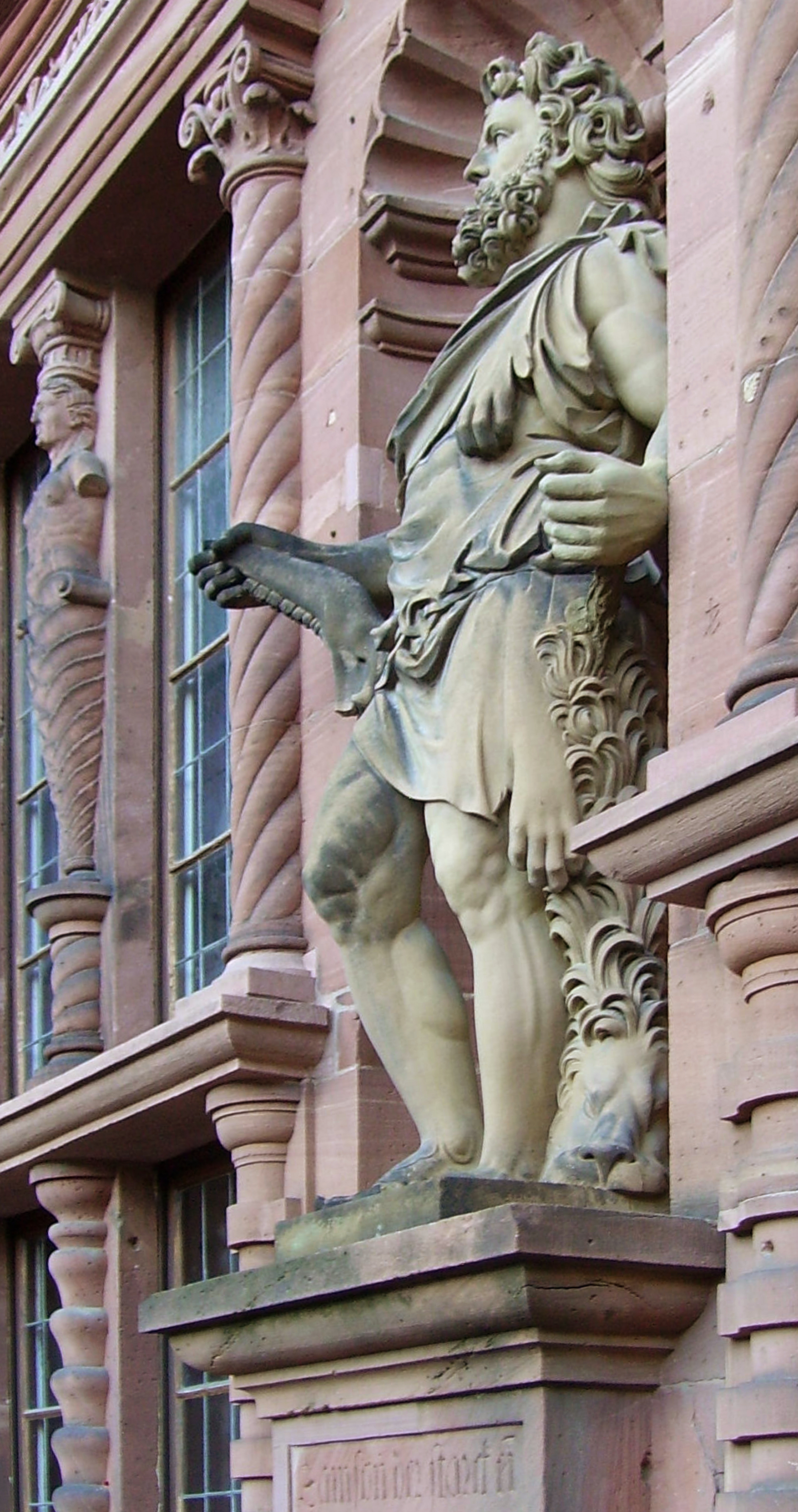
Statuia lui Samson la Castelul din Heidelberg, din gresie de Heilbronn. Fațada: gresie roșie din cariera Neckartäler Sandstein

Gresia de Heilbronn este o gresie maro-gălbuie exploatată lângă localitatea Heilbronn din landul Baden-Württemberg. Această gresie, care s-a format în perioada mijlocie a triasicului, a avut o însemnătate deosebită pentru cultura istorică a regiunii din jurul Heilbronnului.

## Descrierea rocii și compoziția minerală

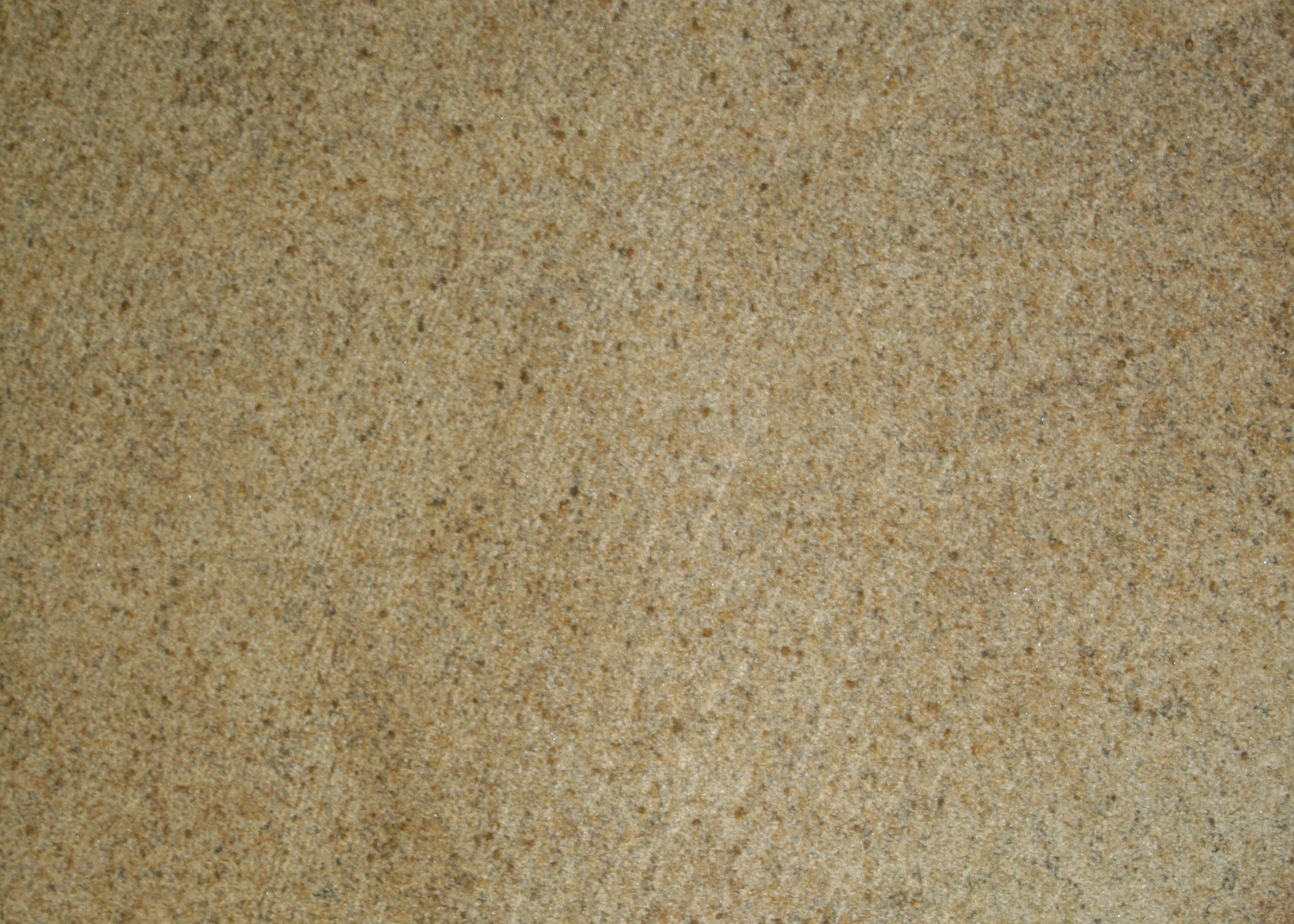
Gresie de Heilbronn (mostră de 10x8 cm)

Această gresie are o culoare maro-gălbuie cu granulația fină cu un liant argilo-feritic. La suprafață, prezintă o colorație maronie uniform dispersată. Aceste colorații provin de la îmbogățirea cu limonit (galben-maroniu).
Gresia de Heilbronn are în componență 30% cuarț, 57% piatră spartă, 12% feldspat alcalin și 1% plagioclazi. Mai există o cantitate minimă sub 1% de muscovit, turmalină, apatit, zircon și particule opace de minerale. 

## Utilizare
Datorită liantului argilo-feritic, rezistența la dezagregare ale acestei gresii este scăzută: aceasta se fărâmițează, se exfoliază și se cojește ușor. 
Această gresie se folosește la construcții de monumente, construcții civile, poduri, ca material pentru sculptorii în piatră, podele, trepte de scări sau mausoleuri. Se prelucrează ușor în sculptură, pentru care este preferată de către sculptorii în piatră.
Gresia de Heilbronn a fost folosită și la construcțiile din oraș, la Primăria orașului, Biserica Sfântul Kilian (Kilianskirche) și la gara principală (Hauptbahnhof), în Bad Wimpfen la Roten Turm (Turnul roșu). De asemenea s-a folosit la sculpturile Castelului din Heidelberg  ornamentele Domului din Köln.

## Gresia de Heilbronn folosită în diverse lucrări

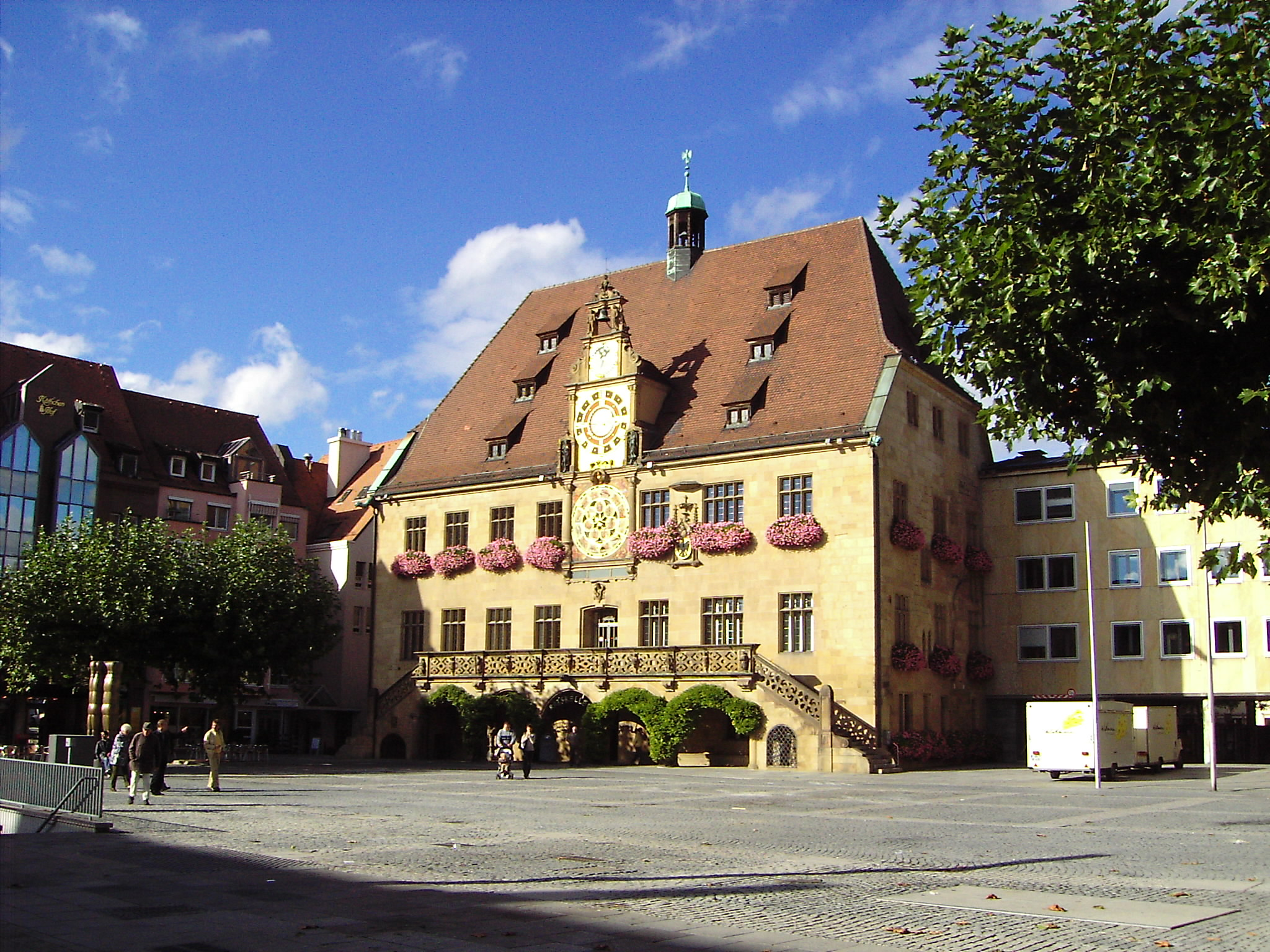
Primăria (Heilbronn)
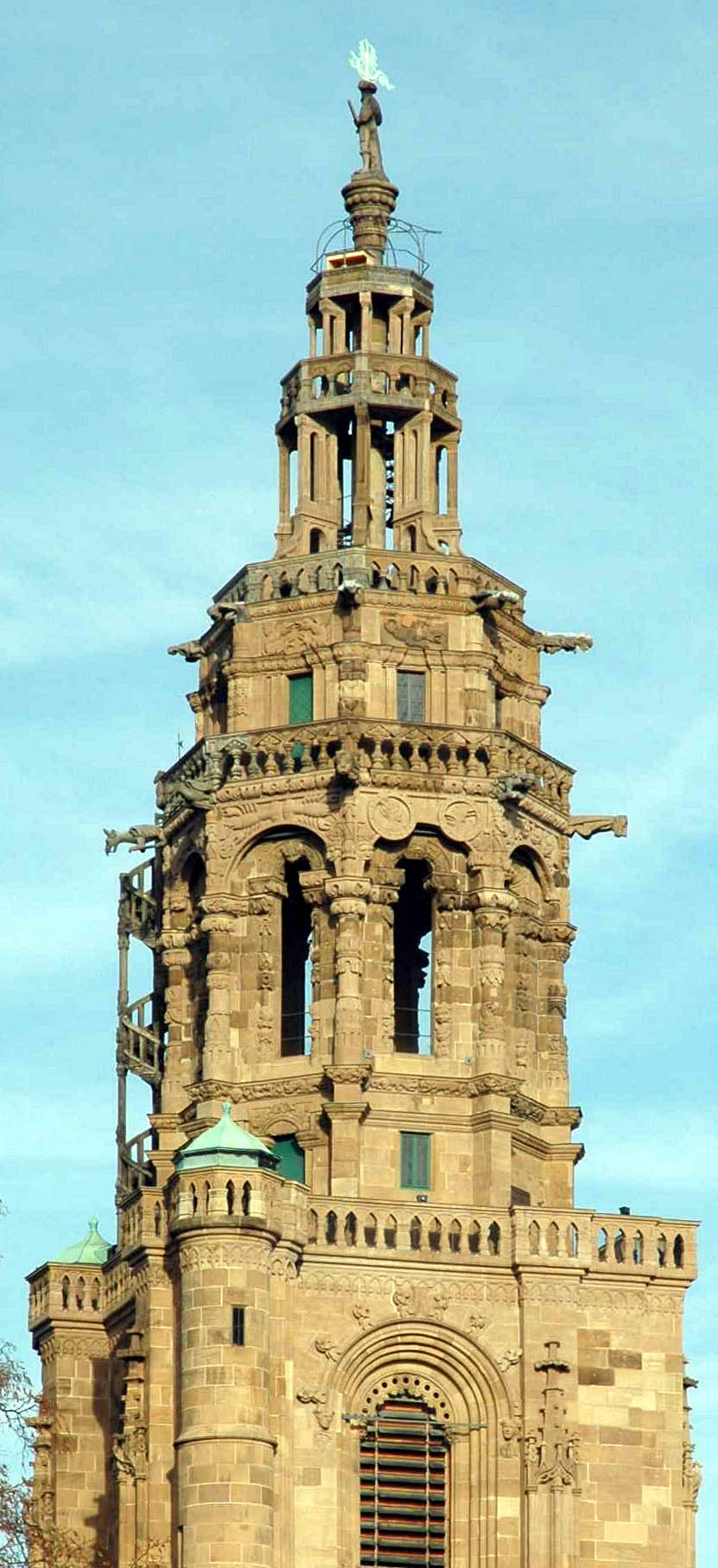
Turnul bisericii  Kilianskirche (Heilbronn)
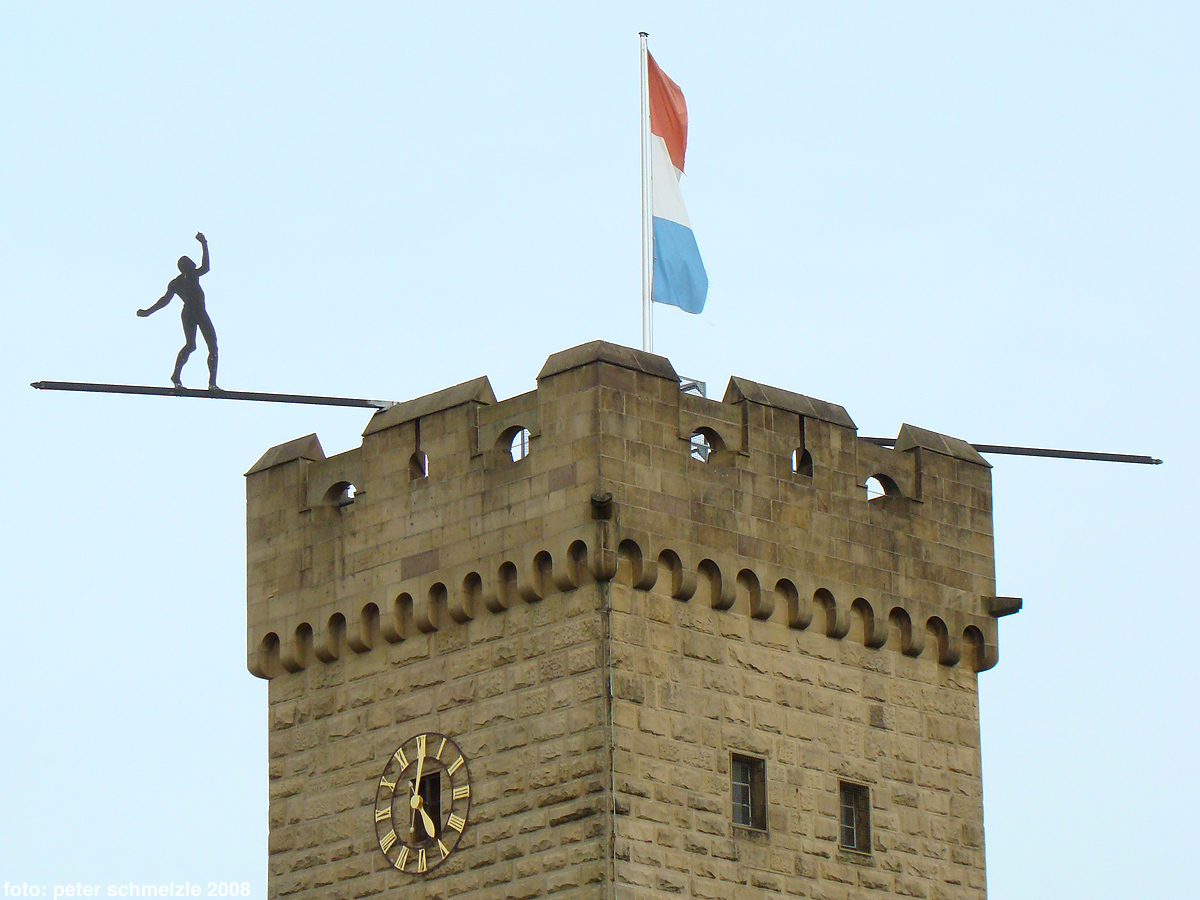
Götzenturm (Heilbronn)
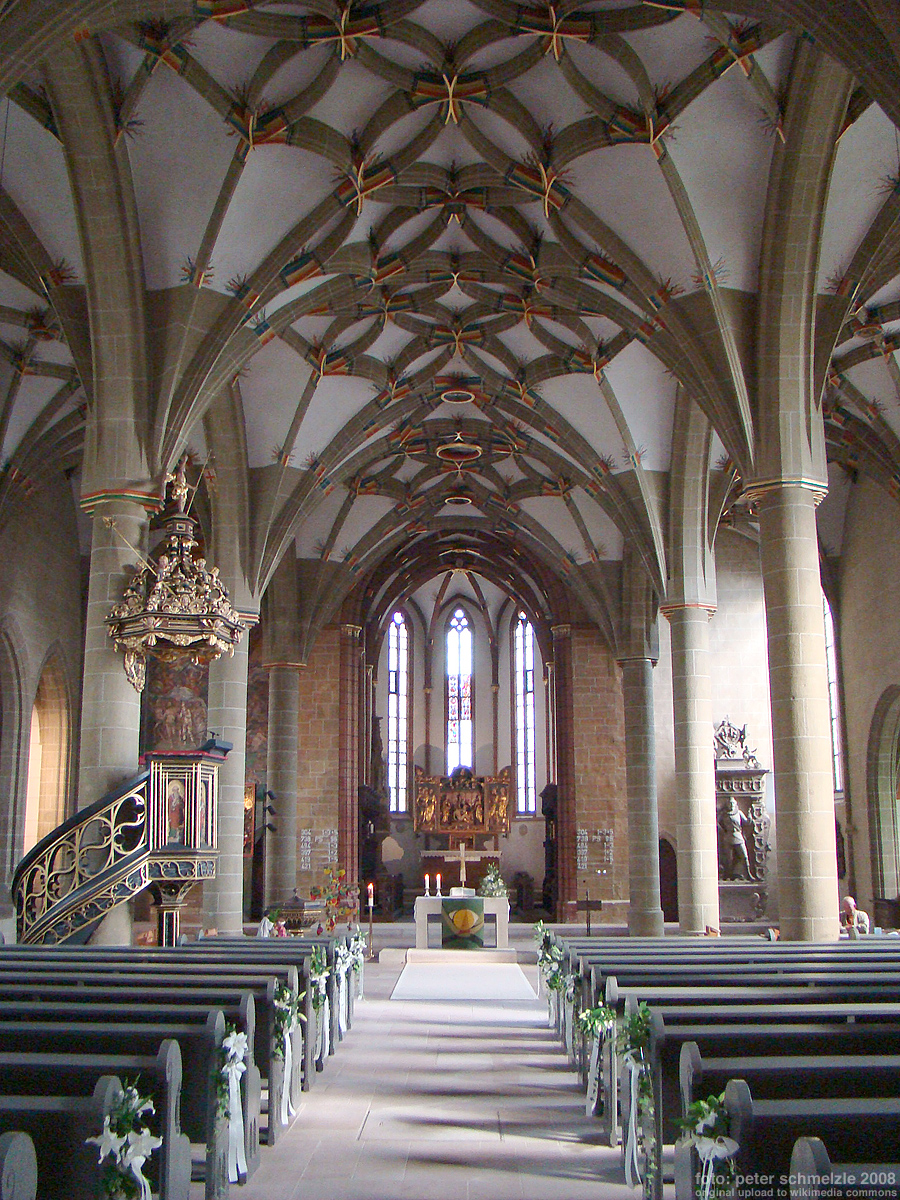
Interiorul bisericii din Bad Wimpfen
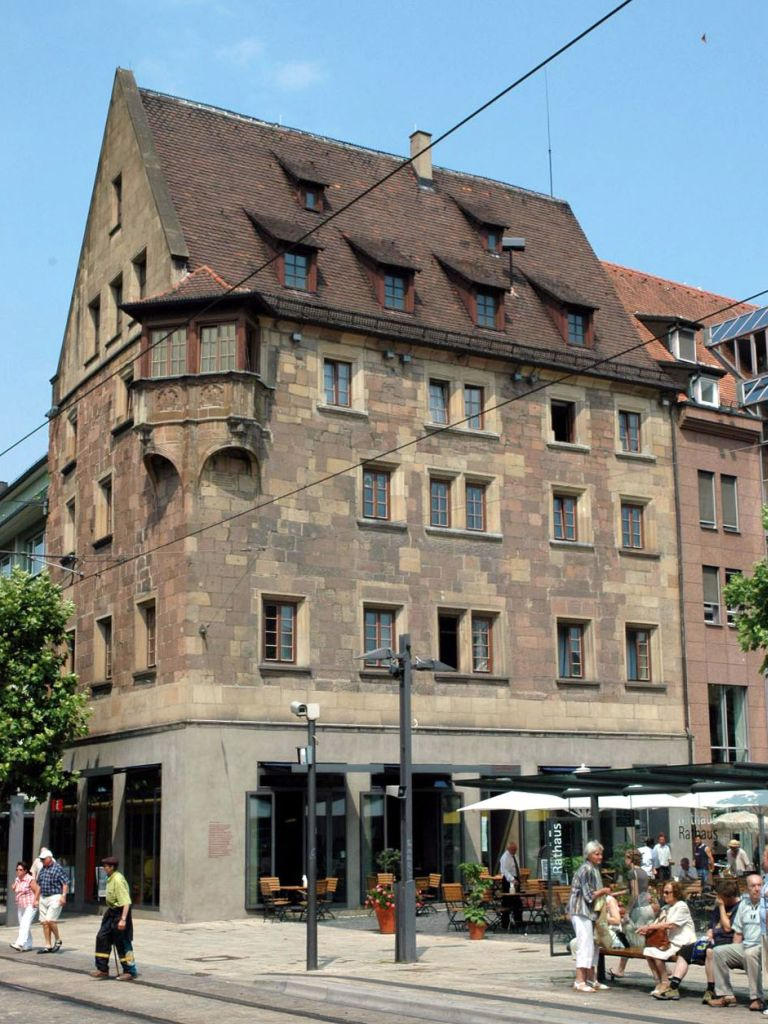
Käthchenhaus (Heilbronn)
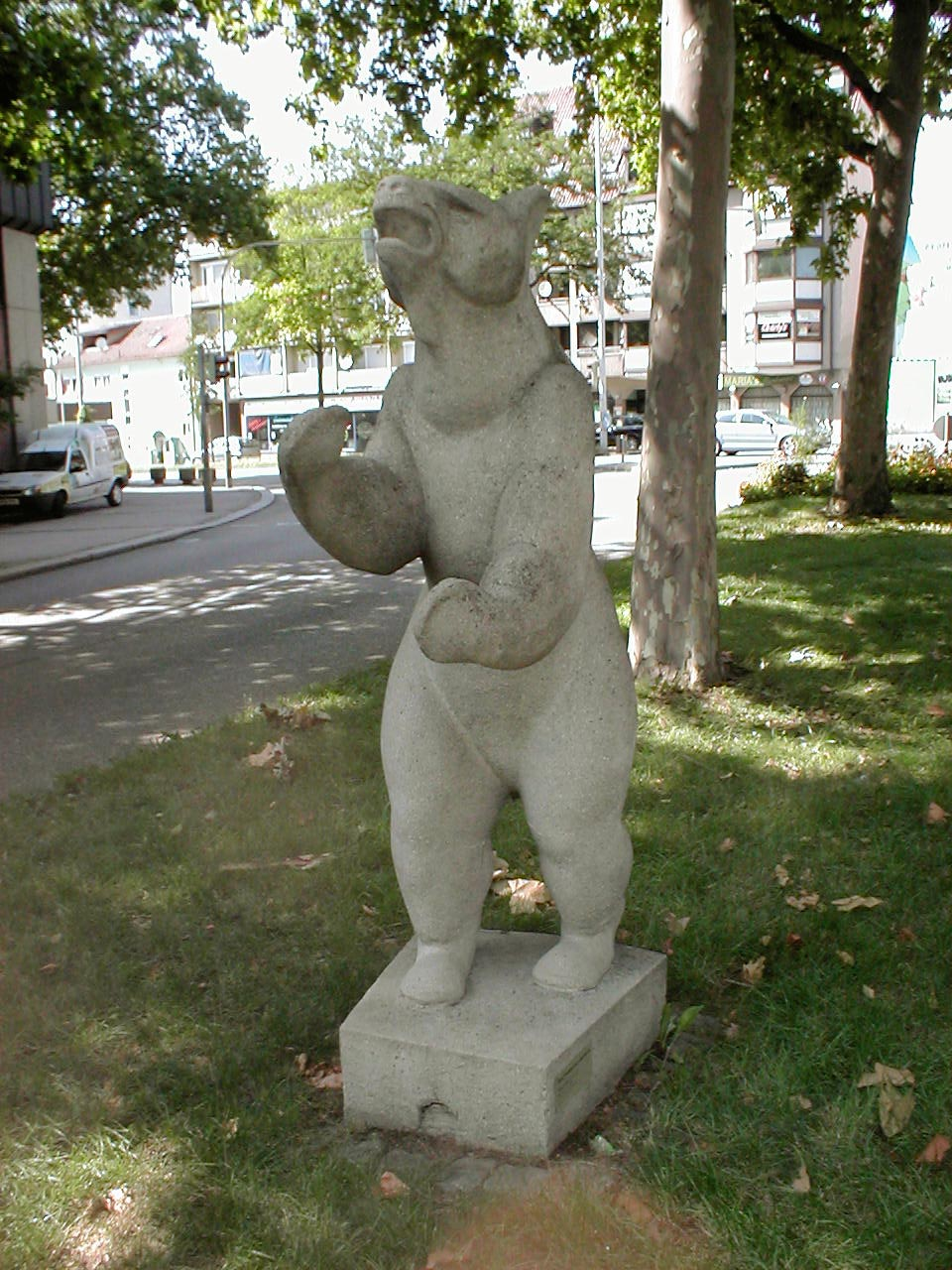
Ursul Berlinez de Ernst Kibler (Heilbronn)
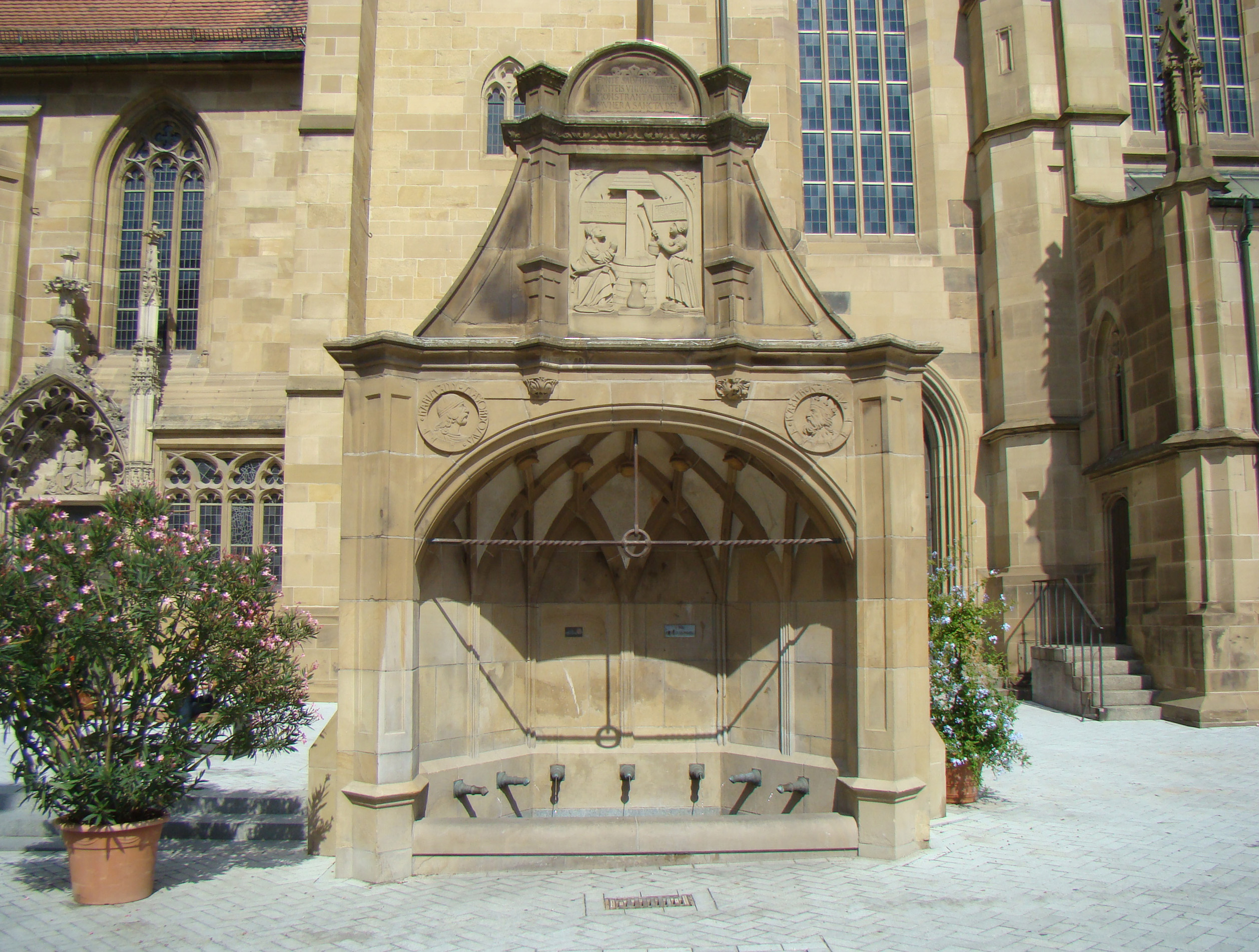
Fântâna cu șapte izvoare (Heilbronn)